# Almere
Almere (pronúnciaⓘ) é um município e cidade planejada localizado no centro dos Países Baixos, em Flevolândia. Com uma população estimada em 2021 de 214 715 habitantes é a sétima maior cidade em termos de população no país. Ocupa uma área total de 248,77 km² (dos quais 119,58 km² correspondem a água). Foi construída na década de 60 pelos neerlandeses no território reclamado do mar. A primeira construção da cidade data do ano de 1976.

## Etimologia
A cidade de Almere, deve o seu nome à água chamada Aelmere. Na Idade Média, era um lago ou mar interior, situado mais ou menos onde o IJsselmeer está agora. Almere é um nome germânico para 'grande lago', onde a palavra parte 'mere' é uma forma holandesa média do moderno 'meer', que significa 'lago'. O germânico 'ala' está relacionado com a palavra holandesa 'al', que significa 'todo' ou 'grande'. Almere significa "zeer groot meer" (=lago muito grande).
A palavra 'Aelmere' é mencionada pela primeira vez em uma crônica sobre o missionário anglo-saxão 
Bonifácio. Na crônica é mencionado que em 753 ele navegou o rio Reno, subiu o lago chamado 'Aelmere' até à Frísia atual.

## História
Após a Segunda Guerra Mundial, a habitação era necessária para a crescente população de Amsterdã. Duas cidades foram então planejadas nos pôlderes Zuidelijk e Oostelijk Flevoland. No pôlder Zuidelijk Flevoland, a Projektburo Almere planejou no início da decada de 1970 esta cidade, que recebeu inicialmente o nome de 'Zuidweststad'. Na década de 1970, foi renomeada Almere, em homenagem ao Lago Almere.
O projeto de construção da cidade teve início em 30 de setembro de 1975, sendo que a primeira casa foi concluída em 1976. Naquela época, a cidade era controlada pelo Openbaar lichaam Zuidelijke IJsselmeerpolders (Z.IJ.P.). Em 1984, tornou-se município oficial de Almere. Originalmente, Almere foi concebida como uma cidade com vários centros. Posteriormente, essa ideia foi abandonada em favor da construção de bairros como o Tussen de Vaarten. Existe uma diferença entre o formato das casas mais antigas e as mais novas da cidade. O plano habitacional de Almere na década de 1970 era a funcionalidade básica e uma estabilização da situação social. Porém, a partir da década de 1990, casas exclusivas com designs atraentes foram construídas. Aproximadamente duas décadas depois, Almere tornou-se a sétima maior cidade dos Países Baixos.

## Geografia

### Divisão territorial
O município de Almere consta de seis partes:
| Nome                                    | Ano                         | Localização |
| --------------------------------------- | --------------------------- | ----------- |
| Almere Haven (a parte antiga da cidade) | 1976                        |             |
| Almere Stad (centro da cidade)          | 1980                        |             |
| Almere Buiten                           | 1984                        |             |
| Almere Hout                             | 1991                        |             |
| Almere Poort                            | 2000                        |             |
| Almere Pampus                           | (encontra-se em construção) |             |

### Natureza e parques
Existem grandes áreas com muitas árvores graças a humidade do terreno. Entre os mais importantes de Almere destacam os parques de Het Beginbos e Waterlandsebos.

## Transportes
As estações de trem que tem em Almere, desde o sudoeste até o noroeste, são:
- Almere Poort (abriu em 2012)
- Almere Muziekwijk
- Almere Centrum (Almere Centro)
- Almere Parkwijk
- Almere Buiten
- Almere Oostvaarders

Almere Haven tem um pequeno porto de onde sai ferrys turísticos que conectam Almere com o resto do território neerlandês.

## Educação

### Baken Park Lyceum
Trata-se de um instituto de ensino secundário (professional) e de preparação para o ensino superior da cidade. O edifício que abriga este centro está na vanguarda da arquitetura, em sintonia com a cidade. Seguindo o modelo de um típico High School americano, o prédio ainda conta com telas nos corredores que indicam aos alunos as aulas
Foi sede este mesmo ano de um dos múltiplos projetos de intercâmbio cultural que realiza na União Europeia mais de 100 alunos (dos 15 aos 18 anos) da Espanha, França, Itália, Rússia e Países Baixos. O objetivo deste intercâmbio cultural foi a necessidade de um debate entre os europeus sobre diversos temas como imigração, educação, drogas, homossexualidade. 
O campus desta escola tem também vários edifícios dedicados a educação primária e infantil.